# Мустафа Кемал Ататюрк
Мустафа Кемал Ататюрк, роден Мустафа (Ali Rıza oğlu Mustafa, „Мустафа, син на Али Ръза“), (на турски: Mustafa Kemal Atatürk, [musˈtafa keˈmal ataˈtyɾk]) е виден турски военен деец и политик, писател, основател на Република Турция и пръв председател на нейния парламент (1920 – 1923), министър-председател (1920 – 1921) и президент (1923 – 1938). Достига до ранг фелдмаршал в турската армия.
По време на Първата световна война става известен като изключително способен офицер и след поражението на Османската империя оглавява Турското национално движение в последвалата Война за независимост, удържайки победа над Антантата.
През следващите две десетилетия Мустафа Кемал Ататюрк е основна фигура в политическия живот на новосъздадената Република Турция. През своя 15-годишен мандат като президент, продължил от 1923 г. до смъртта му през 1938 година, той провежда радикални реформи в политическата, социалната, съдебната, икономическата и културната сфера, превръщайки остатъците от бившата Османска империя в светска национална държава. Принципите на реформите на Ататюрк, на базата на които е създадена модерна Турция, са известни като кемализъм. Поради своите военни и политически постижения, Ататюрк е смятан за един от най-значимите лидери на 20 век.

## Произход, ранен живот
Мустафа Кемал е роден в Солун през 1881 година в турскоезично семейство. Тъй като по това време в Османската империя няма практика да се регистрират ражданията, не е известна точната му дата на раждане. Майка му си спомня, че е роден в един пролетен ден, а по-късно той сам решава да приеме за свой рожден ден 19 май.
Баща му Али Ръза ефенди е по произход от западномакедонското турско село Коджаджик но много автори го определят като албанец. В Солун е член на местния орган за спазване на обществения ред и обществената сигурност, същевременно е секретар на местни доброволни организации и търговец на строителна дървесина. Съществува хипотеза, според която майка му Зюбейде ханъм произхожда от торбешко семейство от Голо Бърдо. Според друга тя произлиза от турско земеделско семейство от Лъгадина, в близост до Солун. Родителите му се женят през 1871 година. Мустафа и по-малката му сестра Макбюле са единствените деца в семейството, достигнали зряла възраст – трите деца, родени преди тях, както и последното, родено след Макбюле, умират в ранна детска възраст. Али Ръза ефенди умира през 1888 година, когато Мустафа е едва седемгодишен.
Рожденото му име е Мустафа (в превод „Избраният“, едно от прозвищата на пророка Мохамед), второто му име Кемал (което означава „съвършенство“, „зрялост“), според неговата осиновена дъщеря Айше Афет Инан, му е дадено от негов учител по математика като признание за постиженията му в учението или просто за да различава двама ученици с името Мустафа. В същото време неговият биограф Андрю Манго предполага, че може сам да си е избрал името, в знак на почит към националистическия поет Намък Кемал. Фамилията „Ататаюрк“ получава по-късно, през 1934 г.
Отначало майка му го изпраща в местно религиозно училище, което той посещава за кратко и без желание, а по-късно учи в училището на Шемси ефенди. Родителите му искат той да получи търговско образование, но, без да ги пита, през 1893 г. Мустафа се явява на приемните изпити за основното военно училище в Солун, а през 1896 г. постъпва в средното военно училище в Битоля. На 14 март 1899 г. Мустафа Кемал постъпва във висшето военно училище в Цариград, което завършва през 1902 година. На 11 януари 1905 г. завършва и курс в генералщабна академия.

## Военна кариера (1893 – 1927)
Мустафа Кемал учи във военно училище в родния си град, а по-късно, през 1896 г. – и във военното училище в Битоля. Малко след дипломирането си в Османския военен колеж през януари 1905 г., той е арестуван от полицията за антимонархическата си дейност. След ареста в продължение на няколко месеца, той е освободен само с подкрепата на Ръза Паша, бившия му директор на училището. След освобождаването си Мустафа Кемал е назначен в Пета армия със седалище в Дамаск като капитан на щаба в компанията на Али Фуат (Себесой) и Лютфи Мюфит (Йоздеш). Той се присъединява към малко тайно революционно общество от офицери-реформатори, водено от търговеца Мустафа Елван (Джантекин), наречено Vatan ve Hürriyet („Родина и свобода“). На 20 юни 1907 г. той е произведен в чин старши капитан (Kolağası) и на 13 октомври 1907 г. е назначен в щаба на Трета армия в Манастър. Той се присъединява към Комитета за съюз и прогрес с членски номер 322, въпреки че в по-късните години той често изразява своята опозиция и честа критика към политиките, провеждани от ръководството на Комитета. На 22 юни 1908 г. е назначен за инспектор на османските железници в Източна Румелия (Doğu Rumeli Bölgesi Demiryolları Müfettişi). През юли 1908 г. той играе роля в Младотурската революция, която завзема властта от султан Абдул Хамид II и възстановява конституционната монархия. Той предлага деполитизация в армията, предложение, което не се харесва на лидерите на Комитета. В резултат е изпратен в Триполитанския вилает (днешна Либия, тогава османска територия) под предлог за потушаване на племенния бунт към края на 1908 година. Според Микуш обаче той се е включил доброволно в тази мисия. Мустафа Кемал потушава бунта и се връща в Константинопол през януари 1909 година.
През април 1909 г. в Константинопол, група войници започва контрареволюция. Мустафа Кемал допринася за потушаването на бунта.
През 1910 г. той е призован в османските провинции в Албания. По това време Иса Болетини ръководи албанските въстания в Косово, а бунтове има и в Албания. През 1910 г. Мустафа Кемал се среща с Екерем Вльора, албанският лорд, политик, писател и един от делегатите на албанската Декларация за независимост.
По-късно, през есента на 1910 г., Кемал е сред османските военни наблюдатели, които присъстват на маневрите на армията на Пикардия във Франция, а през 1911 г. служи за кратко във военното министерство (Harbiye Nezareti) в Константинопол.

### Итало-турска война (1911 – 1912)
През 1911 г. той се явява като доброволец в Итало-турската война в османския Триполитански вилает (днешна Либия). Служи предимно в районите край Дерна и Тобрук. Нахлулата италианска армия има жива сила от 150 000 души; на нея се противопоставят 20 000 бедуини и 8000 турци. Малко преди Италия да обяви война, много от османските войски в Либия са изпратени в османската провинция Йеменски вилает, за да потушат бунта там, така че османското правителство е хванато с неадекватни ресурси за противодействие на италианците в Либия. Великобритания, която контролира османските провинции Египет и Судан, не позволява на допълнителни османски войски да достигнат Либия през Египет. Османски войници като Мустафа Кемал отиват в Либия, облечени като араби (рискувайки да бъдат затворени, ако бъдат забелязани от британските власти в Египет), или от много малкото налични фериботи (италианците, които имат превъзходни морски сили, ефективно контролират морските пътища до Триполи). Въпреки всички трудности, силите на Мустафа Кемал в Либия успяват да отблъснат италианците няколко пъти, например в битката при Тобрук на 22 декември 1911 г.
По време на битката при Дерна на 16 – 17 януари 1912 г., докато Мустафа Кемал напада италианската крепост Каср-Харун, два италиански самолета хвърлят бомби върху османските сили; варовиково парченце от отломки на сградата удрят лявото око на Мустафа Кемал, причинявайки трайно увреждане на тъканите, но не и пълна загуба на зрението. Той получава медицинско лечение близо месец; опитва се да напусне здравните заведения на Червения полумесец само след две седмици, но когато положението на окото му се влошава, се налага да се върне и да възобнови лечението. На 6 март 1912 г. Мустафа Кемал става командващ османските сили в Дерна. Той успява да защити и задържи града и околностите му до края на Итало-турската война на 18 октомври 1912 година.
Мустафа Кемал, Енвер бей, Фетхи бей и другите османски военни командири в Либия се налага да се върнат в европейската част на Империята, след избухването на Първата балканска война на 8 октомври 1912 г. След като губи войната, османското правителство трябва да предаде Триполитания, Фезан и Киренайка (три провинции, образуващи днешна Либия) на Кралство Италия в Договора от Лозана (1912 г.), подписан десет дни по-късно, на 18 октомври 1912 г. (от 1923 г. историците предпочитат да назоват този договор като „Договора от Ушѝ“, заради замъка Уши в Лозана, където е подписан, за да се разграничи от по-късния Лозански договор (1923 г.), подписан между Антантата от Първата световна война и Великото национално събрание на Турция, заседаващо в Анкара (по това време известна като Ангора).

### Балкански войни (1912 – 1913)
На 1 декември 1912 г., Мустафа Кемал пристига в новия си щаб на полуостров Галиполи и по време на Първата балканска война участва в десанта в Булаир на брега на Тракия, под командването на Бинбаши Фети бей, но това настъпление е отблъснато от 7-ма пехотна дивизия на Георги Тодоров от българската Четвърта армия под командването на Стилиян Ковачев.
През юни 1913 г., по време на Втората балканска война, той участва в силите на Османската армия, командвани от каймакам Енвер бей, които възстановяват Димотика и Одрин, заедно с по-голямата част от Източна Тракия, от българите.
През 1913 г. е назначен за османски военен аташе към всички балкански държави (офисът му е в София, България) и е повишен в ранг на каймакам (подполковник/ полковник) на 1 март 1914 година.

### Първа световна война (1914 – 1918)
През 1914 г. Османската империя влиза като съюзник на Централните сили в Първата световна война и участва в европейските и близкоизточните военни театри.
На 18 март 1915 г. англо-френска ескадра се опитва да премине през пролива Дарданели, но понася тежки загуби. Затова командването на Антантата решава да извърши десант на полуостров Галиполи. На 25 април 1915 г. англо-френските войски стъпват на нос Арибурну, където са спрени от 19-а дивизия под ръководството на Мустафа Кемал. В най-отчаяния момент на сраженията, в утрото на 25 април 1915 г. в заповедта за деня към 57-и полк Кемал пише: „Аз не ви заповядвам да атакувате, аз ви заповядвам да умрете. Докато ние умираме, други войници и командири ще могат да дойдат и да застанат на нашите места.“ Целият личен състав на 57-и полк загива в хода на сражението. След този успех той е произведен в чин полковник. На 6 – 7 август 1915 г. английските войски отново извършват десант в залива Сувла и отново са отблъснати. По-късно последват победи при Киречтепе (17 август) и при Анафарталар (21 август).
След битката за Дарданелите, Мустафа Кемал командва войските в Одрин и Диарбекир. На 1 април 1916 г. е произведен в дивизионен генерал (генерал-лейтенант) и назначен за командващ на 2-ра армия. Под неговото командване, в началото на август 1916 г. армията успява за кратко да заеме Муш и Битлис, но скоро е отблъсната от руските сили.
След тази победа правителството на Комитета за единение и прогрес в Константинопол предлага да се създаде нова армия в Хиджаз и да се назначи Мустафа Кемал за нейното командване, но той отказва предложението и тази армия така и не е създадена. Вместо това на 7 март 1917 г. Ататюрк е повишен от командването на XVI корпус до общото командване на Втора армия, въпреки че армиите на царя скоро са изтеглени, когато избухва Руската революция.
През юли 1917 г. той е назначен за командир на Седма армия на мястото на Февзи паша. На свой ред той е подчинен на германския генерал Ерих фон Фалкенхайн, командващ групата армии „Йълдъръм“ (след като британците начело с генерал Едмънд Алънби превземат Йерусалим, фон Фалкенхайн е заменен с Ото Лиман фон Сандерс). Мустафа Кемал не се разбира добре с генерал фон Фалкенхайн и заедно с Миралай Исмет Бей пише доклад до Великия везир Талаат паша по отношение на мрачната ситуация и липсата на адекватни ресурси на Палестинския фронт. Въпреки това, Талаат паша игнорира техните наблюдения и отказва предложението им да образува по-силна отбранителна линия на север, в Османска Сирия (в части на Бейрутския вилает, вилает Дамаск и вилает Алепо), с турци вместо германци. След отхвърлянето на доклада му, Мустафа Кемал подава оставка от Седма армия и се връща в Константинопол.
Там му е възложена задачата да придружи престолонаследника (и бъдещ султан) Мехмед Вахидедин по време на пътуването му с влак до Австро-Унгария и Германия. Докато е в Германия, Мустафа Кемал посещава германските линии на Западния фронт и заключава, че Централните сили скоро ще загубят войната. Той не се поколебава да изрази открито това мнение, лично на кайзер Вилхелм II и неговите високопоставени генерали. По време на обратното пътуване, той за кратко остава в Карлови Вари и Виена за лечение.
Когато през юли 1918 г. Мехмед VI става новият султан на Османската империя, той призовава Мустафа Кемал в Константинопол, а през август 1918 г. му възлага командването на Седма армия в Палестина. Мустафа Кемал пристига в Алепо на 26 август 1918 г., след което продължава на юг до централата си в Наблус. Седма армия държи централния сектор на фронтовите линии. На 19 септември, в началото на битката при Мегидо, Осма армия държи крайбрежния фланг, но се разпада и Лиман паша заповядва на Седма армия да се оттегли на север, за да попречи на британците да напреднат до река Йордан. Седма армия се оттегля към река Йордан, но е унищожена от британски въздушни бомбардировки по време на отстъплението си от Наблус на 21 септември 1918 година. Независимо от това, Ататюрк успява да формира отбранителна линия на север от Алепо. Според лорд Кинрос, Ататюрк е единственият турски генерал във войната, който никога не е претърпял поражение.
Войната завършва с Мудроското примирие, което е подписано на 30 октомври 1918 г., като на всички германски и австроунгарски войски в Османската империя е предоставено достатъчно време за оттегляне. На 31 октомври Ататюрк е назначен за командващ на групата армии „Йълдъръм“, замествайки Лиман фон Сандерс. Ататюрк организира раздаването на оръжие на цивилните в Антеп, в случай на отбранителен конфликт срещу нахлуващите съюзници.
Последната активна служба на Мустафа Кемал в Османската армия е организирането на връщането на османските войски, оставени на юг от отбранителната линия. В началото на ноември 1918 г. групата армии „Йълдъръм“ е официално разпусната и Мустафа Кемал се завръща в окупиран Константинопол, османската столица, на 13 ноември 1918 година. За определен период от време той работи в централата на военното министерство (Harbiye Nezareti) в Константинопол и продължава дейността си в този град до 16 май 1919 година. По установените линии на разделянето на Османската империя съюзниците (британски, италиански, френски и гръцки войски) окупират Анадола. Окупацията на Константинопол, последвана от окупирането на Измир (двата най-големи османски града по това време) предизвиква създаването на турското национално движение и последвалата Турска война за независимост.

### Анкарско правителство (1919 – 1920)
Подписването на капитулацията заставя Османската империя да пристъпи към планомерно разоръжаване и разформироване на армията. На 19 май 1919 г. Мустафа Кемал, в качеството си на инспектор към 9-а армия, пристига в Самсун.
На 22 юни 1919 г. в Амасия той публикува писмо (Amasya Genelgesi), което гласи, че независимостта на страната се намира под заплаха, и също така обявява свикване на депутатите на конгрес в Сивас. Организира съпротивата срещу следвоенното разкъсване на Турция и особено срещу опитите на Гърция да завземе Смирна и нейните околности. На 8 юли 1919 г. Кемал се уволнява от османската армия, правителството на султана издава заповед за ареста му. Впоследствие е осъден задочно на смърт.
Между 23 юли и 7 август 1919 г. в Ерзурум се провежда събиране на представители на шест източни вилаета на империята, които по-късно присъстват на Сиваския конгрес, проведен от 4 до 11 септември. На 27 декември 1919 г. Мустафа Кемал се среща с жителите на Ангора (Анкара).
След окупацията на Истанбул от съюзническите войски и разпускането на османския парламент (16 март 1920 г.) Кемал свиква в Ангора собствен парламент – Велико национално събрание на Турция, чието първо заседание е открито на 23 април 1920 г. Самият Кемал е избран за председател на парламента и глава на правителството на Великото национално събрание, което не е признато от нито една друга държава. Главната непосредствена задача на кемалистите е борбата с арменците на североизток и с гърците на запад, както и срещу окупацията на турски земи от войските на Антантата, запазваща де факто режим на капитулация.
На 7 юни 1920 г. Анкарското правителство анулира всички предишни договори на Османската империя. В допълнение на това правителството отхвърля, и в крайна сметка чрез военни действия прекъсва ратификацията на подписания на 10 август 1920 г. между правителството на султана и Антантата Севърски мирен договор, който те считат за неравноправен спрямо турското население на империята.

### Турско-арменска война (1920)
Решаващо значение за военните успехи на кемалистите против арменците, а впоследствие и против гърците, има значителната финансова и военна помощ, оказана от болшевишкото правителство на РСФСР, започнала от есента на 1920 г. и продължила до 1922 г. Още през 1920 г., в отговор на писмо на Кемал до Ленин от 26 април с молба за помощ, правителството на РСФСР изпраща на кемалистите 6 хиляди винтовки, над 5 млн. патрона, 17 600 снаряда и 200,6 кг златни слитъци.
При сключването на Договора за дружба и братство на 16 март 1921 г. в Москва между двете страни също така е постигнато съгласие за оказването на безвъзмездна финансова помощ на анкарското правителство, както и помощ под формата на оръжие, в съответствие на което руското правителство изпраща на кемалистите в течение на 1921 г. 10 млн. златни рубли, над 33 хил. винтовки, около 58 млн. патрона, 327 картечници, 54 артилерийски оръдия, над 129 хил. снаряда, саби, противогази и голямо количество друго военно снаряжение. През 1922 г. руското болшевишко правителство прави предложение за изпращане на представители на правителството на Кемал на Генуезката конференция, което означава фактическо международно признание.
Писмото на Кемал до Ленин от 26 април 1920 г. гласи: „Първо. Ние приемаме задължението да обединим цялата наша работа и всички наши военни операции с руските болшевики, имащи за цел борба с империалистическите правителства и освобождението на всички угнетени под тяхната власт...“ През втората половина на 1920 г. Кемал планира създаването на контролирана от него турска комунистическа партия – за получаването на финансиране от Коминтерна, но на 28 януари 1921 г. цялото ръководство на турските комунисти е ликвидирано по негова заповед.

### Гръцко-турска война (1919 – 1922)
Съгласно турската традиция се счита, че „Националноосвободителната война на турския народ“ започва на 15 май 1919 г. с първите изстрели, дадени в Измир по навлизащите в града гърци. Окупацията на Измир от войските на Гърция е осъществена в съответствие с член 7 на Мудроското примирие.
След поредицата от битки по време на гръцко-турската война гръцката армия настъпва чак до река Сакария, само на 80 километра западно от Анкарското правителство. На 5 август 1921 г. Ататюрк е повишен в главнокомандващ на ангорските сили. Последвалата битка при Сакария се води от 23 август до 13 септември 1921 г. и завършва с поражението на гърците. След тази сериозна победа, Ататюрк получава званието маршал (mareşal), съответстващо на фелдмаршал в други страни и титлата „гази" от ВНСТ на 19 септември 1921 година. Съюзниците, игнорирайки степента на успехите на Ататюрк, се надяват да наложат модифицирана версия на Севърския договор, като мирно споразумение от Ангора, но предложението е отхвърлено. През август 1922 г., Ататюрк предприема цялостна атака по гръцките линии при Афионкарахисар в битката при Думлупънар, а турските сили възстановяват контрола над Измир на 9 септември 1922 година; гръцките и арменските части на града са напълно унищожени от пожари. Турците пленяват 40 хиляди души, 284 оръдия, 2 хил. картечници и 15 самолета. В хода на гръцкото отстъпление и двете страни извършват жестокости. Около 1 милион души остават без дом. Смирненският митрополит Хризост също загива по улиците на града (причислен е към светците на православната църква). На 10 септември 1922 г. Ататюрк изпраща телеграма до Лигата на нациите, в която се посочва, че турското население е било толкова обработено, че правителството на Анкара няма да носи отговорност за последвалите кланета.
На 17 септември 1922 г. изпраща телеграма до министъра на външните работи, която предлага следната версия: градът е подпален от гърците и арменците, които са подбудени от митрополит Хризост, който твърди, че изпепеляването на града е религиозен дълг на християните; турците са направили всичко възможно за спасяването му. Също така Кемал казва на френския адмирал Дюменил: „Ние знаем, че е съществувал заговор. Дори намерихме у арменки всичко необходимо за палеж... Преди нашето влизане в града, в храмовете призовавали към свещен дълг – подпалването на града“. Френската журналистка Берта Жорж-Голи, пристигнала в Измир след събитията, пише: „Изглежда е истина, че когато турските войници се убеждават в собствената си безпомощност и виждат как пламъците поглъщат един дом след друг, ги обзема безумна ярост и извършват погром на арменския квартал, откъдето, по техните думи, са се появили първите подпалвачи.“
На Кемал са приписвани думите, за които се твърди, че са изречени от него след събитията в Измир: „Пред нас е знак, че Турция е прочистена от предателите-християни и от чужденците. Отсега нататък Турция принадлежи на турците.“
Под натиска на британски и френски представители, Кемал в крайна сметка позволява евакуацията на християните, но не и на мъжете от 15 до 50-годишна възраст: те са депортирани във вътрешността на страната за принудителен труд, където измира по-голямата част от тях.
На 11 октомври 1922 г., държавите от Антантата подписват с кемалисткото правителство Муданийското примирие, към което 3 дни по-късно се присъединява Гърция. Последната е принудена да предаде Източна Тракия, като евакуира православното (гръцко) население.
На 24 юли 1923 г. в Лозана е подписан договор, който слага край на войната и определя границите на съвременна Турция на запад. Лозанският мирен договор, наред с други неща, урежда и размяната на население между Турция и Гърция, което означава край на вековната история на гърците в Мала Азия. На 6 октомври същата година кемалистите навлизат в евакуирания от Антантата Истанбул.

## Създаване на Република Турция
На 23 април 1920 г. се открива Великото национално събрание на Турция, което тогава е извънредният орган на властта, съчетаващ законодателни, изпълнителни и съдебни функции и предшества създаването на турската република. Първият говорител на събранието е Кемал.
На 1 ноември 1922 г. халифатът и султанатът са разделени, като султанатът е премахнат. На 19 ноември 1922 г. Кемал изпраща телеграма до Абдул Меджид за избирането му от Великото национално събрание на престола на халифата: „На 18 ноември 1922 г. в своето 140-о пленарно заседание Великото национално събрание на Турция единодушно постанови в съответствие с фетвите, издадени от министерството на култа, да свали от длъжност Вахидедин, който прие оскърбителното и пагубно за исляма предложение на неприятеля и пося несъгласие между мюсюлманите и даже предизвика сред тях кървава война.“
На 29 октомври 1923 г. е провъзгласена република, с Кемал в качеството му на президент. На 20 април 1924 г. е приета Втората конституция на Турската република, която действа до 1961 г.

### Реформи
Според руския тюрколог В. Киреев военната победа над интервенцията позволява на кемалистите, които той смята за „националните, патриотични сили на младата република“, да осигурят на страната правото на допълнително преобразуване и модернизация на турското общество и държава. Колкото повече кемалистите заздравяват позициите си, толкова повече настояват за необходимостта от европеизация и секуларизация. Първото условие за модернизация е да се създаде светска държава. На 29 февруари 1924 г. се състои последната традиционна церемония по петъчното посещение на халифа в джамия в Истанбул. На следващия ден, откривайки следващото заседание на Великото народно събрание, Мустафа Кемал произнася обвинителна реч за вековното използване на ислямската религия като политически инструмент, и иска връщането ѝ към „истинската ѝ цел“, за да се спасят бързо и решително „най-свещените религиозни ценности“ от „различни тъмни цели и въжделения.“. На 3 март, по време на заседание на събранието, под председателството на Мустафа Кемал са приети закони за премахването на шериатското правосъдие в Турция, прехвърлянето на вакъфната собственост на разположение на създаденото Главно управление на вакъфите.
Също така се предвижда прехвърлянето на всички научни и образователни заведения към Министерството на образованието и създаването на единна светска система на образование. Тези разпореждания важат и за чуждестранните учебни заведения и малцинствените училища.
През 1926 г. е приет нов Граждански кодекс, в който са установени светските либерални принципи на гражданското право, определени са понятията за собственост, притежаването на недвижимо имущество – частно, съвместно и др. Кодексът е пренаписан от текста на швейцарския Граждански кодекс, по това време – най-напредничавият в Европа. По такъв начин законите на османското право остават в миналото, както и земевладелските закони от 1858 г.
Една от основните реформи на Кемал в началния етап на формирането на новата държава е в областта на икономическата политика, която се определя от недоразвитостта на социалната и икономическата структура. От 14-милионното население, около 77% живее в села, 81,6% са заети в селското стопанство, 5,6% – в индустрията, 4,8% – в търговията, а 7% – в сектора на услугите. Делът на селското стопанство в националния доход е 67%, на промишлеността – 10%. По-голямата част от железопътния транспорт остава в ръцете на чужденци. Банковото дело, застраховането, общинските предприятия, минните компании също са доминирани от чуждестранни капитали. Функциите на Централна банка изпълнява Османската банка, контролирана от британски и френски капитали.
През 1924 г., с подкрепата на Кемал и редица депутати в Меджлиса е създадена Делова банка. Още в първите години тя придобива 40% от акциите на „Тюрк телсиз телефон ТАШ“, след това построява най-големия хотел в Анкара —— „Анкара палас“, купува и реорганизира фабрика за вълнени платове, дава кредити на няколко анкарски търговци за износ на вълна и др.
Решаващо значение има Законът за насърчаване на промишлеността, влязъл в сила на 1 юли 1927 г. Отсега нататък, индустриалец, който възнамерява да изгради предприятие, може да получи безплатно земя до 10 хектара. Той е освободен от данъци върху сградите, земята, доходите, и т.н. Върху материалите, внесени за строителство и производство на компанията, не се налагат мита и митнически такси. В края на 1920-те години страната преживява икономически бум. През 1920-те и 1930-те години са създадени 201 акционерни дружества с основен капитал от 112,3 млн. лири, включително 66 компании с чуждестранен капитал от 42,9 млн. лири.
В селскостопанската политика държавата разпределя между безимотните и малоимотните селяни вакъфните национализирани имоти, държавни земи и земите на избягалите или умрели християни. След кюрдското въстание на шейх Саид са приети закони за премахване на натуралния налог ашар и за ликвидация на чуждестранната тютюнева компания „Режи“ (1925 г.). Държавата насърчава и създаването на земеделски кооперации.
За да се поддържа курсът на турската лира и търговията с валута, през март 1930 г. е създаден временен консорциум, който включва Министерството на финансите на Турция, както и всички основни национални и чуждестранни банки в Истанбул. Шест месеца след създаването му, на консорциума е предоставено правото на емисии. Следваща стъпка в оптимизирането на паричната система и регулирането на курса на лирата, е създаването през юли 1930 г. на Централната банка, която стартира дейността си през октомври следващата година. С началото на дейността на новата банка консорциумът е закрит и правото да издава емисии е дадено на Централната банка. Османската банка престава да играе доминираща роля в турската финансова система.
- Политически реформи:
  - Премахване на султаната (1 ноември 1922 г.)
  - Създаване на Народната партия и установяване на еднопартийна политическа система (9 септември 1923 г.)
  - Прокламация на републиката (29 октомври 1923 г.)
  - Премахване на халифата (3 март 1924 г.)
- Реформи в обществения живот:
  - Равни права на жените (1926 – 34 г.)
  - Реформа в облеклото (25 ноември 1925 г.)
  - Забрана на дейността на религиозни организации и обители (30 ноември 1925 г.)
  - Закон за фамилиите (21 юни 1934 г.). Във връзка с него, Мустафа Кемал приема на 24 ноември от турския парламент фамилията Ататюрк – „баща на турците“.
  - Отмяна на приставки към имена като прозвища и звания (26 ноември 1934 г.)
  - Въвеждане на международната система за времето, календара, както и мерките за измерване (1925 – 31 г.)
- Реформи в правото:
  - Отмяна на меджеле (набор от закони, основаващи се на шериата) (1924 – 1937 година)
  - Приемане на нов Граждански кодекс и други закони, в резултат на които става възможен преходът към светска система на управление.
- Реформи в образованието:
  - Обединение на всички органи на образованието под единно ръководство (3 март 1924 г.)
  - Приемане на нова турска азбука (1 ноември 1928 г.)
  - Създаване на Турско езиково и Турско историческо общество.
  - Урегулиране на висшето образование (31 май 1933 г.)
  - Нововъведения в областта на изящните изкуства.
- Реформи в икономиката:
  - отмяна на ашар (стар селскостопански данък);
  - насърчаване на частната инициатива в селското стопанство;
  - приемане на Закона за промишлеността и създаването на промишлени предприятия;
  - приемане на 1-ви и 2-ри план за развитието на промишлеността (1933 – 37 година), строителството на пътища в цялата страна.

В съответствие със Закона за фамилите, на 24 ноември 1934 г. парламентът на Турция присвоява на Мустафа Кемал фамилията Ататюрк („баща на турците“)
Ататюрк управлява до смъртта си през ноември 1938 година.

## Цитирана литература
Библиография
- Mango, Andrew. Ataturk: The Biography of the founder of Modern Turkey.   Overlook TP, 2002 г. ISBN 978-1585673346.